# Miklós Hubay
Miklós Hubay (ur. 3 kwietnia 1918 w Oradei, zm. 7 maja 2011 w Budapeszcie) – węgierski dramaturg i pisarz.

## Życiorys
Pierwszy swój dramat pod tytułem Porwanie Europy (węg. Európa elrablása) napisał w 1939, a drugi - Bez bohaterów (węg. Hősök nélkül) w 1941. Przyczyny polityczne sprawiły, że utwory te nie ukazały się publicznie, ponieważ zatrzymała je cenzura. Od 1944 do 1948 mieszkał w Genewie, a po powrocie na Węgry wykładał na Wyższej Szkole Teatralno-Filmowej, a także był kierownikiem literackim budapeszteńskiego Teatru Narodowego. Szczególnie zainteresowany był problematyką wojenną, co przejawiło się w utworach To jest wojna! (węg. C'est la guerre, 1958) i Trzy noce jednej miłości (węg. Egy szerelem három éjszakája, 1960). Rozkład moralny społeczeństwa współczesnego, a także dylematy moralne i etyczne przedstawiał w dramatach: Rzucający nożami (węg. Késdobálók, 1957), Cisza za drzwiami (węg. Csend az ajtó mögött, 1963) i Szkoła geniuszów (węg. A zsenik iskolája, 1966). Z zagadnieniami sprawowania władzy zmierzył się w dramacie Neron się bawi (węg. Néró játszik, 1968). Duży sukces odniósł w 1973 sztuką Teatr na grzbiecie wieloryba (węg. Színház a cethal hátán). Ponadto do jego dział należały:
- Z bohaterami i bez bohaterów (węg. Hősökkel és hősök nélkül), 1964, zbiór dramatów,
- Zbawienny pokaz (węg. A megváltó mutatvány), 1965, zbiór esejów teatrologicznych,
- Zabawy na śmierć i życie (węg. Játékok életre-halálra), 1968, zbiór dramatów,
- Niosę ogień (węg. Tüzet viszek), 1971, zbiór dramatów,
- Złoty wiek (węg. Aranykor), 1972, zbiór esejów teatrologicznych[1].

Trzy z jego utworów miały premiery w Polsce: Antypigmalion (1978, reżyseria Barbara Sass-Zdort, Teatr Telewizji), Karnawał rzymski (1979 i 1981, reżyseria odpowiednio: Krystyna Tyszarska z Teatru Wybrzeże i Józef Para z warszawskiego Teatru Polskiego) i Oni wiedzą co to jest miłość (1961, reżyseria Maryna Broniewska, Teatr Telewizji).